# Watheroo Nemzeti Park
A Watheroo  Nemzeti Park Nyugat-Ausztráliában található, Perthtől 187 kilométernyire északra, Moora városához közel helyezkedik el. A park területén található a Jingemia-barlang.
A park az állam Mid West régiójában található, a Badgingarra és Dalwallinu városokat összekötő Midlands Road-tól nyugatra fekszik. Északról a Pinjarrega Nature Reserve, ám egy részen mezőgazdasági területekkel is határos ezen az oldalon. Keletről a Low Creek határolja, amely délen a Moore-folyóba ömlik.
A park területén homokos síkságok találhatóak, melyek a bokrosan növő eukaliptuszfélék, illetve a fenyérek növekedésének kedveznek. Mindezek mellett banksia fajok és számos vadvirág is megtalálható a vidéken. A parkban fellelhetőek a Triodia növénynemzetség, a nyugat-ausztrál eukaliptuszféléket magába foglaló wandoo növénynemzetség, illetve a gumifának is nevezett további eukaliptuszfélék is. A parkban található vadvirágok közül érdemes megemlíteni a fenyérek virágait, a Verticordia eriocephala, illetve a Verticordia grandis egyedeit.
Az őslakos ausztrálok „tavasz” jelentésű szavából ered a nemzeti park, illetve a park keleti részén lévő település neve is.
2010-ben az Environmental Protection Authority (magyarul: Környezetvédelmi Hatóság) engedélyt adott a Latent Petroleum cégnek, hogy kutatásokat végezzen a park területe alatt húzódó Warro gázmező feltárása céljából.

## Fordítás
Ez a szócikk részben vagy egészben  a   Watheroo National Park című angol Wikipédia-szócikk ezen változatának fordításán alapul.  Az eredeti cikk szerkesztőit annak laptörténete sorolja fel. Ez a jelzés csupán a megfogalmazás eredetét és a szerzői jogokat jelzi, nem szolgál a cikkben szereplő információk forrásmegjelöléseként.